# Sawah (Tebing Tinggi)
Sawah is een bestuurslaag in het regentschap Empat Lawang van de provincie Zuid-Sumatra, Indonesië. Sawah telt 1393 inwoners (volkstelling 2010).